# Tovomita eggersii
Tovomita eggersii är en tvåhjärtbladig växtart som beskrevs av Vesque. Tovomita eggersii ingår i släktet Tovomita och familjen Clusiaceae. Inga underarter finns listade i Catalogue of Life.